# Giorgos Athanasiadis
Giorgos Athanasiadis (griechisch Γιώργος Αθανασιάδης, * 7. April 1993 in Thessaloniki) ist ein griechischer Fußballtorhüter, der bei Aris Thessaloniki spielt.

## Karriere
Athanasiadis spielte in der Jugend bei Iraklis Thessaloniki und ein halbes Jahr für Ethnikos Sochou, bevor er im Sommer 2012 zum Super-League-Aufsteiger Panthrakikos wechselte. In seinem ersten Profispiel am 27. Oktober 2012 gegen Panionios Athen wurde er in der 7. Minute wegen eines Fouls vom Platz gestellt. In der Saison 2014/15 gelang ihm der Durchbruch zum Stammtorhüter. Nach dem Abstieg des Klubs 2016 wechselte er zum Ligakonkurrenten Asteras Tripolis, wo er zunächst nicht an Antonio Donnarumma vorbeikam. Nach dessen Rückkehr zum AC Mailand 2017 absolvierte er alle Meisterschaftsspiele der Saison und erreichte mit seinem Klub die zweite Qualifikationsrunde der UEFA Europa League. Am 26. Juli 2018 bestritt er sein erstes Europacup-Spiel bei Hibernian Edinburgh. Nach einer 2:3-Niederlage und einem 1:1 im Rückspiel schieden die Griechen aus dem Wettbewerb aus. Zu Saisonbeginn 2018/19 verlor Athanasiadis seinen Stammplatz an Nikos Papadopoulos.
2019 unterschrieb er einen Vertrag über vier Jahre bei AEK Athen, wo er zunächst nicht eingesetzt wurde. Dies änderte sich nach dem Wechsel von Vasilios Barkas zu Celtic Glasgow im Juli 2020. Im Sommer 2021 wurde Athanasiadis für ein Jahr an den moldauischen Meister Sheriff Tiraspol ausgeliehen. In der Qualifikationsphase und der Play-off-Runde der UEFA Champions League 2021/22 blieb er in sechs von acht Spielen ohne Gegentor und hatte einen maßgeblichen Anteil an der erstmaligen Qualifikation eines Vertreters aus Moldau für die Gruppenphase der UEFA Champions League. Nach einem 2:0 im ersten Gruppenspiel gegen Schachtar Donezk sicherte Athanasiadis mit einer überragenden Leistung den sensationellen 2:1-Auswärtssieg bei Real Madrid. Er wurde lediglich durch einen von Karim Benzema verwandelten Elfmeter bezwungen und zum Man of the Match gewählt.